# Big Whiskey and the GrooGrux King
Big Whiskey and the GrooGrux King – 7. studyjny album amerykańskiego zespołu rockowego Dave Matthews Band. Premiera albumu miała miejsce 2 czerwca 2009 roku. Producentem albumu był Rob Cavallo znany głównie z długoletniej współpracy z zespołem Green Day oraz Alanis Morissette. Jest to pierwszy album nagrany przez zespół po śmierci jednego z członków, założycieli zespołu – saksofonisty LeRoia Moore'a. Moore zmarł na skutek powikłań pourazowych, doznanych podczas wypadku na quadzie, niedaleko swojej farmy w Charlottesville. Wypadek miał miejsce w okresie, gdy zespół nagrywał materiał na Big Whiskey and The GrooGrux King.
Płyta Big Whiskey and the GrooGrux King jest 5 kolejnym albumem DMB debiutującym na pierwszym miejscu listy Billboard (424 tys. sprzedanych egzemplarzy w pierwszym tygodniu od oficjalnej premiery). Pięć kolejnych albumów debiutujących na pierwszym miejscu listy Billboard to osiągnięcie, którym mogą się pochwalić wyłącznie zespoły Dave Matthews Band oraz Metallica.
Za album Big Whiskey and the GrooGrux King zespół otrzymał dwie nominacje do nagrody Grammy w kategoriach – najlepszy album oraz najlepszy album rockowy.

## Nazwa płyty
Etymologia nazwy Big Whiskey and the GrooGrux King wywodzi się z kilku wydarzeń. Dave Matthews opowiada o tym w filmie dokumentalnym "The Road to Big Whiskey". Kiedy Dave poznał Roi'a, wymawiał jego imię przez "y" na co Moore zwrócił mu uwagę mówiąc, że "i" w jego imieniu sprawia, że "Roi" brzmi jak imię króla. Dodając do tego jego pseudonim "GrooGrux" zespół otrzymał kandydata na nazwę płyty – "GrooGrux King"; jak wspomina Dave: "wszyscy uważali, że w tej nazwie jest pozytywna wibracja". Drugi człon nazwy pojawił się podczas sesji zdjęciowej, kiedy niedaleko planu przechadzał się lekko wstawiony mężczyzna i grając na harmonijce ustnej mówił, że potrzebuje dużej whisky ("I need a Big Whiskey!"). Gdy Dave dał mu 20$, ten powiedział – to jest Duża Whisky! ("oh, this is a Big Whiskey!"). Po chwili podszedł Rashawn Ross i powiedział, że "Big Whiskey" to dobra nazwa na płytę. W ten sposób wszyscy zaczęli nazywać tę płytę – "Big Whiskey" ale jak mówi Dave, woli pełną nazwę – "Big Whiskey and The GrooGrux King", bo brzmi jak bajka z Nowego Orleanu, gdzie nagrali tę płytę, oraz przypomina mu Roi'a, bo lubił "Big Whiskey".
W wywiadzie przeprowadzonym w kwietniu 2009 dla MTV Carter Beauford powiedział, że słowo "Grux" to określenie jakim on nazywał LeRoi'a, Roi nazywał w ten sam sposób Cartera, zaś obaj mówili tak również do Tima Reynoldsa.
Wspomniał również, że określenie: "Grux" ma opisywać energię płynącą z ich piosenek.
W filmie "The Road to Big Whiskey" Dave powiedział, że płyta zaczyna i kończy się archiwalnymi nagraniami LeRoi'a (pierwszy utwór "Grux" oraz koniec ostatniego utworu "You and Me" to solo saksofonowe Moore'a).
| #  | Tytuł                       | Kompozycja                                            | Czas |
| -- | --------------------------- | ----------------------------------------------------- | ---- |
| 1  | "Grux"                      | Beauford, Lessard, Matthews, Moore, Tinsley           | 1:11 |
| 2  | "Shake Me Like a Monkey"    | Beauford, Lessard, Matthews, Moore, Tinsley, Ross     | 4:00 |
| 3  | "Funny the Way It Is"       | Beauford, Lessard, Matthews, Moore, Tinsley, Reynolds | 4:28 |
| 4  | "Lying in the Hands of God" | Beauford, Lessard, Matthews, Moore, Tinsley, Reynolds | 5:13 |
| 5  | "Why I Am"                  | Beauford, Lessard, Matthews, Moore, Tinsley, Reynolds | 3:53 |
| 6  | "Dive In"                   | Beauford, Matthews                                    | 4:26 |
| 7  | "Spaceman"                  | Beauford, Lessard, Matthews                           | 4:08 |
| 8  | "Squirm"                    | Beauford, Matthews                                    | 5:32 |
| 9  | "Alligator Pie"             | Beauford, Lessard, Matthews                           | 3:59 |
| 10 | "Seven"                     | Beauford, Lessard, Matthews, Moore, Reynolds          | 4:17 |
| 11 | "Time Bomb"                 | Matthews                                              | 3:59 |
| 12 | "Baby Blue"                 | Beauford, Lessard, Matthews, Moore, Tinsley, Reynolds | 3:41 |
| 13 | "You and Me"                | Matthews                                              | 5:40 |

Pierwszym singlem promującym nowy album jest "Funny the Way It Is", która od 14 kwietnia dostępna jest na oficjalnej stronie Dave Matthews Band.

## Twórcy
Dave Matthews Band
- Carter Beauford – perkusja, śpiew
- Stefan Lessard – bas
- Dave Matthews – gitary, śpiew
- LeRoi Moore – saksofon [n 1]
- Boyd Tinsley – skrzypce

Goście
- Tim Reynolds – gitara elektryczna
- Jeff Coffin – saksofon
- Rashawn Ross – trąbka
- Danny Barnes – banjo

Produkcja
- Producent — Rob Cavallo
- Video — Joe Lawlor
- Gitary — Craig Baker
- Perkusja— Henry Luniewski, Jerry Johnson
- Bas i skrzypce — Erik Porter